# 구조역 (교토부)
구조역(일본어: 九条駅, くじょうえき)은 일본 교토부 교토시 미나미구에 있는 교토 시영 지하철 가라스마 선의 역이다. 역 번호는 K12이다.

## 역 구조
가라스마도리와 구조도리가 교차하는 구조카라스마 사거리 지하에 위치하고 섬식 승강장 1면 2선의 지하역이다. 개찰구는 1개소뿐이다.

### 승강장
| 1 | ○ 가라스마 선 | 다케다・신타나베・긴테쓰나라 방면         |
| 2 | ○ 가라스마 선 | 교토・가라스마오이케・고쿠사이카이칸 방면 |

## 역 주변
- 교토 부민 종합 교류 플라자
- 교토 시 주거 체험관
- 교토 시 미나미 도서관
- 미나미카라스마 공원
- 교토 시 교통국 구조 영업소 (구조 차고)
- 구조도리
- 가라스마도리
- 교토 히가시쿠조 우체국

## 역사
- 1988년 6월 11일: 영업 개시.
- 2007년 4월 1일: PiTaPa 공용 개시.

## 인접역
| 교토 시 교통국 ■ 가라스마 선 | 교토 시 교통국 ■ 가라스마 선 | 교토 시 교통국 ■ 가라스마 선 |
| ---------------------------- | ---------------------------- | ---------------------------- |
| K11 교토 고쿠사이카이칸 방면 |                              | K13 주조 다케다 방면         |